# 路博润
路博润（英語：Lubrizol Corporation，原NYSE：LZ）是一家美国化学工业公司。主要生产特种化学品。

## 历史
1928年成立于美国俄亥俄州克里夫兰，1943年更名为路博润。1960年代在纽约证券交易所挂牌上市，1990年代进入中国市场，2011年3月14日被伯克希尔·哈撒韦以97亿美元现金收购，成为其子公司。